# John Kirkwood Leys
John Kirkwood Leys (* 1847 in Glasgow; † 10. November 1909 in High Wycombe) war ein schottischer Jurist und Schriftsteller.

## Leben und Wirken
Leys war ein Sohn von Reverend Peter Leys in Strathaven (Lanarkshire). Seinen ersten Unterricht bekam er durch seinen Vater, später besuchte er eine Schule in Glasgow. Im Anschluss daran studierte er Rechtswissenschaften an der University of Glasgow und schloss 1869 mit einem M.A. ab. 
Bald darauf ging Leys nach London und wurde dort 1874 Mitglied im Middle Temple. Noch im selben Jahr ließ er sich in Newcastle upon Tyne nieder und arbeitete dort als Anwalt. In dieser Stadt heiratete er und hatte mit seiner Ehefrau († 1876) zwei Söhne. 
Seine zweite Ehefrau Ellen Holligan heiratete Leys 1889 und hatte mit ihr fünf Kinder, darunter die späteren Schriftstellerinnen Mary Dorothy Leys (1891–1967) und Helen Madeline Leys (1892–1965).
Parallel zu seinem Brotberuf begann Leys in Newcastle Romane zu schreiben und hatte 1888 mit seinem Erstling „The Lindsays“ sehr großen Erfolg. Als er diesen Erfolg mit weiteren Romanen wiederholen konnte, gab er seinen Beruf auf und widmete sich nur noch dem Schreiben.

## Werke (Auswahl)
Sachbücher
- A complete time-table to the rules under the Supreme Court of Judicature Act 1875. London 1875.
- A new natural history of birds, beast and fishes. London 1886.

Belletristik
- The lawyer's secret. Warne Books, London 1897.
  - deutsch: Das Geheimnis des Rechtsanwalts. Roman. Engelhorn, Stuttgart 1901 (2 Bde.)
- Children of mammon. Digby Long, London 1919.
- Shackled by fate. Digby Long, London 1919.
- A desperate game. Digby Long, London 1906.
- By creek and jungle. Partridge, London 1910.
- The missing bridegroom. Digby Long, London 1908.
- The house-boat mystery. Ward Press, London 1905.
- The Lindsays. A romance of Scottish life. Chatto & Windus, London 1888 (3 Bde.)
- Under a mask. Bentley Books, London 1898 (2 Bde.)
- At the sign of the Golden Horn. George Newnes, London 1898.
- The black terror. A romance of London. Sampson Low, London 1899.
- A suburban venedetta. Pearson Press, London 1900.
- A sore temptation. Chatto & Windus, London 1901.